# ジョージ・ラムトン
ジョージ・ラムトン（George Lambton、1860年12月23日-1945年7月23日）はイギリスの競馬の調教師である。
ラムトンは1906年、1911年、1912年に全英の平地競馬の調教師チャンピオンになった。またラムトンは卓越した相馬眼で若馬の素質を見抜く才能に長けていると言われ、何頭もの歴史的名馬を見出した。貴族出身のラムトンは調教師として「紳士の見本」とみなされ、イギリス競馬界の長老的な存在として長く実績を残した。晩年まで現役調教師にこだわり、1945年に84歳で調教師を引退し、その2日後に死んだ。

## 出自
ラムトンは、第2代ダラム伯爵ジョージ・ラムトンの5男である。ラムトンはイートン・カレッジとケンブリッジ大学で学業を修めた。ラムトンはシスリー・ホーナー（Cicely Horner）と結婚した。夫妻の息子、エドワード“テディ”ラムトン（Edward "Teddy" Lambton 、1918–83）も調教師になった。なお、ジョージの弟のフレディ・ラムトンも調教師になっている。

## 競馬との関わり
ラムトンは若い内から「ハント競走」と呼ばれる猟騎馬の競走に、見習い騎手として出場した。
ラムトンがまだ20代の頃、1886年のイギリスにオーモンド（Ormonde）という16戦無敗の名馬が登場した。オーモンドは2000ギニー、ダービー、セントレジャーを勝ち、三冠馬となった。同じ頃、主に下級のレースに出て10戦無敗の成績を残した馬がいて、多くの人はオーモンドを優れたサラブレッドだと評したが、ラムトンは10戦無敗の馬のほうがオーモンドを超える馬だ、と断定した。その馬はセントサイモン（St.Simon）といい、後に種牡馬になってイギリス競馬史上で最も影響力のある種牡馬となった。
ラムトンは、1888年にパラサン（Parasang）という馬にアマチュア騎手として騎乗し、パリ大障害で優勝した。1892年に落馬を経験してからは、調教師に転向することを決めた。

### 16代ダービー卿の専属調教師として
1893年に爵位を相続したフレデリック・スタンリー (第16代ダービー伯爵)は、競馬界でのダービー家の復権を実現するために、授爵と同時にサフォーク州ニューマーケットにベドフォード・ロッジ（Bedford Lodge）厩舎を開設し、ラムトンはそこの専属調教師の座に就いた。ラムトンは若い頃から幼駒の素質を見抜く才気だけは見せていたが、まだ調教師として実績がなく、ダービー伯爵としてはたいへんな抜擢だった。ラムトンを推挙したのは、ダービー伯爵の息子のエドワード（のちの17代ダービー伯爵）で、内気なラムトンに代わって父ダービー伯爵を説き伏せたのだった。
翌1894年、ラムトンはベドフォード・ロッジ厩舎の隣にあるセフトン牧場（セフトン・スタッド）のセリ市でカンタベリーピルグリム（Canterbury Pilgrim）という牝馬を購入した。カンタベリーピルグリムは第16代ダービー伯爵の名義で1896年にオークスを勝ち、ダービー伯爵の牧場の重要な基礎牝馬となった。
ベドフォード・ロッジ厩舎では1901年から毎年、伝染病に悩まされるようになり、ダービー伯爵は厩舎を別の場所へ移すことにした。そこで、隣接するセフトン牧場を所有者のモントローズ公爵から購入し、1903年にヴィクトリア朝建築の建屋を備えたスタンレー・ハウス牧場を開設した。
1906年には牝馬のキーストーン（Keystone II）がオークスに勝った。ダービー伯爵とラムトン調教師の組み合わせはイギリス競馬史に残る名コンビとなり、16代ダービー伯爵の代で、このふたりによる勝ち鞍は1000以上ある。

### 17代ダービー卿の調教師として
1908年に第16代ダービー伯爵が没すると、エドワード・スタンリー (第17代ダービー伯爵)が跡を継いだ。第17代ダービー伯爵のもとで、ラムトンはイギリスのクラシック三冠競走の勝ち馬を10頭出した。そのなかには、1924年のダービー馬サンソヴィーノ（Sansovino）、1933年の二冠馬ハイペリオン、セントレジャー優勝のスウィンフォード（Swynford）、のちに種牡馬として大成したチョーサー（Chaucer）などがいる。ほかにも、ダバノン子爵（en:Edgar Vincent, 1st Viscount D'Abernon）の馬を預かり、1917年にダイアデム（Diadem）で1000ギニーを勝っている。

### アメリカ競馬の侵入に対するラムトン
この時代は、アメリカの競馬がイギリス競馬界を席巻した。というのも、アメリカでは苛烈な競馬禁止法が成立してしまい、アメリカの一流の調教師、騎手、馬主、そして競走馬がみなイギリスへやってきたのである。イギリスではジャージー規則を作ってアメリカ血統の侵入を食い止めようとしていたが、人の流入は食い止める術がなかった。
ラムトンは、アメリカ人騎手のトッド・スローン（Tod Sloan）が披露した「アメリカ流の」新しい騎乗スタイルを酷評した。「スローンでなければ、あんな劣悪な馬で勝つことは不可能だ」と言って、スローンが優秀な騎手であることはラムトンも認めたが、スローンが柄の悪い取り巻きと交際していることを咎めていた。スローンは八百長で私腹を肥やしているとの噂が絶えず、1900年に当時の高額競走の一つケンブリッジシャーハンデで、レース前にほかの騎手たちに金をばらまき、自分を勝たせるように工作していることが暴露され、ついにイギリスでの騎乗が禁止されてしまった。この不正を暴いたのは、ジョージ・ラムトンの兄であるダラム伯爵（en:John Lambton, 3rd Earl of Durham）だった。
一方、ラムトンが高く評価し、一目置いたアメリカ人にエノク・ウィシャード（Enoch Wishard）調教師がいた。ウィシャードは安馬を買って、ハンデキャップ競走に出走させて勝つことに長けており、1900年に54勝をあげてイギリスの調教師チャンピオンになった。ラムトンはウィシャードを「不正な手段をとらずに凡馬を走らせる天才」と評価した。ところが、あとになってこれもダラム伯爵によって不正が暴かれたのだが、ウィシャードは安馬にコカインを投与していた。ウィシャードはアメリカのイカサマ師と結託し、巨額の資金を複数の賭け師に分散させて賭けさせ、薬物投与によって興奮した馬を走らせて不正な利益をあげていたのだった。当時のイギリスには競走馬への薬物投与に関する知見がほとんどなく、ラムトンとダラム伯爵の兄弟は、薬物投与の実証実験を行って効果を確認し、ジョッキークラブに諮ってイギリス競馬での薬物投与禁止のルールを制定した。
当時のラムトンとアメリカのトップ調教師ジョン・ハギンズとのやりとりが残されている。
| ジョージ・ラムトン「アメリカの競馬界は、ゴロツキや盗人であふれている。」 ジョン・ハギンズ「いや、もうアメリカにはいない。みなイギリスに来た。」 |

一方で、ラムトンはアメリカの進んだ調教技術や柔軟な給飼、軽い蹄鉄と優れた削蹄技術を高く評価し、積極的に採用した。

### 晩年
ラムトンは、1921年からアガ・カーンからも競走馬の購入を委託されており、1922年にはセリ市で当時1歳のムムタズマハル（Mumtaz Mahal）を見出し、アガ・カーンの代理人として9100ギニーで競り落とした。この落札額は当時の歴代2位の高額だった。ムムタズマハルは現役競走馬時代にはスプリンターとして活躍、繁殖牝馬になると優れた産駒を輩出し、子孫たちの成功によってアガ・カーンは競走馬生産者としての高名を築いた。アガ・カーンは所有馬の調教もラムトンに依頼したが、ラムトンは厩舎が手一杯であることを理由に辞退した。
17代ダービー伯爵は、高齢になったラムトンが調教師としての職務に耐えないとみなし、ラムトンを専属調教師からはずして若い調教師に跡を継がせたいと考えるようになった。こうして、1926年にラムトンは、ダービー伯爵専属調教師の座をフランク・バターズ（en:Frank Butters）調教師に譲った。しかしその後も1931年まで、ラムトンはダービー伯爵のスタンリー・ハウス牧場で競走馬の管理や調教を行った。その翌年、スタンリー・ハウスに送り込まれた2歳馬のなかに、調教で全く動きが悪い、ひときわ小さな2歳馬がいた。関係者はこの2歳馬を見限ろうとしたが、ラムトンはこの馬に大きな素質が隠されていると強く主張し、その馬はそのまま置かれることになった。これがハイペリオン（Hyperion）である。
ラムトンが73歳（1933年）の時にハイペリオンがダービーを勝ったのを機に、17代ダービー伯爵はラムトンに引退してもらうことにした。後任にはコレッジ・リーダー（Colledge Leader）調教師が迎えられた。しかし、扱いにくい性格のハイペリオンは、調教師が変わると闘志をみせなくなり、その後は平凡な戦績に終わった。ハイペリオンが古馬になってから成績が落ちたのは、ハイペリオンとコレッジ調教師が不仲だったからだ、という説がある。ハイペリオンは古馬になってゴールドカップに出走する直前に、たまたまラムトンをみかけ、厩務員のいうことを聞かず、ラムトンのもとを離れようとしなかったという逸話も残されている。
ラムトンはスタンレーハウスを離れたあと、フリーの調教師になり、1945年に没するまで調教師の仕事を続けた。

## イギリスクラシック三冠戦の優勝歴
- 1000ギニー - 4回 - キャニオン（Canyon・1916年）、ダイアデム（Diadem・1917年）、フェリー（Ferry・1918年）、トランクィル（Tranquil・1923年）
- 2000ギニー - 1回 - コロラド（Colorado・1926年）
- オークス - 2回 - カンタベリーピルグリム（Canterbury Pilgrim・1896年）、キーストーン（Keystone II・1906年）
- ダービー - 2回 - サンソヴィーノ（Sansovino・1924年）、ハイペリオン（Hyperion・1933年）
- セントレジャー - 4回 - スウィンフォード（Swynford・1910年）、キーソー（Keysoe・1919年）、トランクィル（1923年）、ハイペリオン（1933年）